# Soulaines-Dhuys
Soulaines-Dhuys är en kommun i departementet Aube i regionen Grand Est (tidigare regionen Champagne-Ardenne) i nordöstra Frankrike. Kommunen ligger  i kantonen Soulaines-Dhuys som ligger i arrondissementet Bar-sur-Aube. År 2022 hade Soulaines-Dhuys 419 invånare.

## Befolkningsutveckling
Antalet invånare i kommunen Soulaines-Dhuys
Referens: INSEE

## Galleri

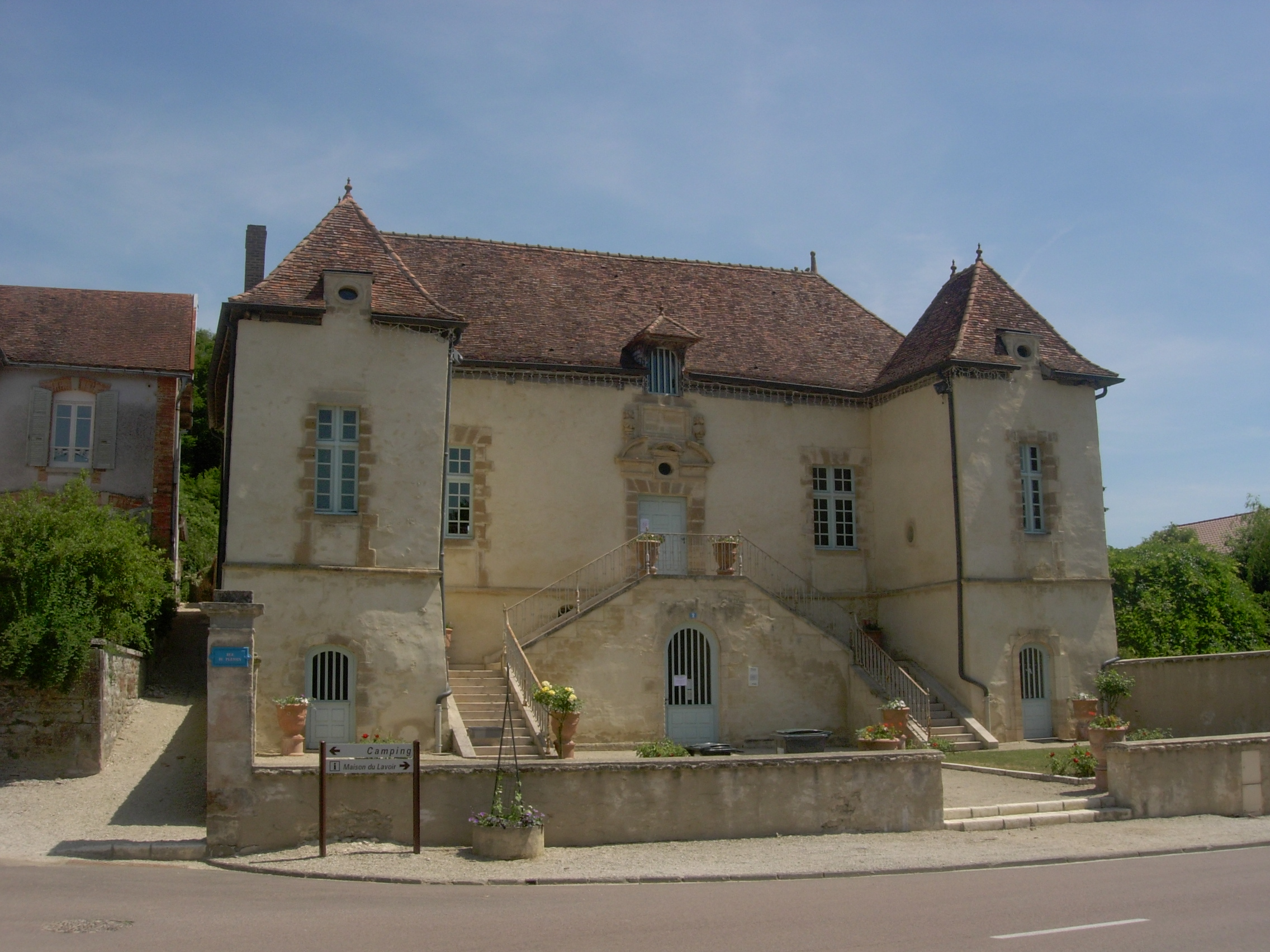
Biblioteket
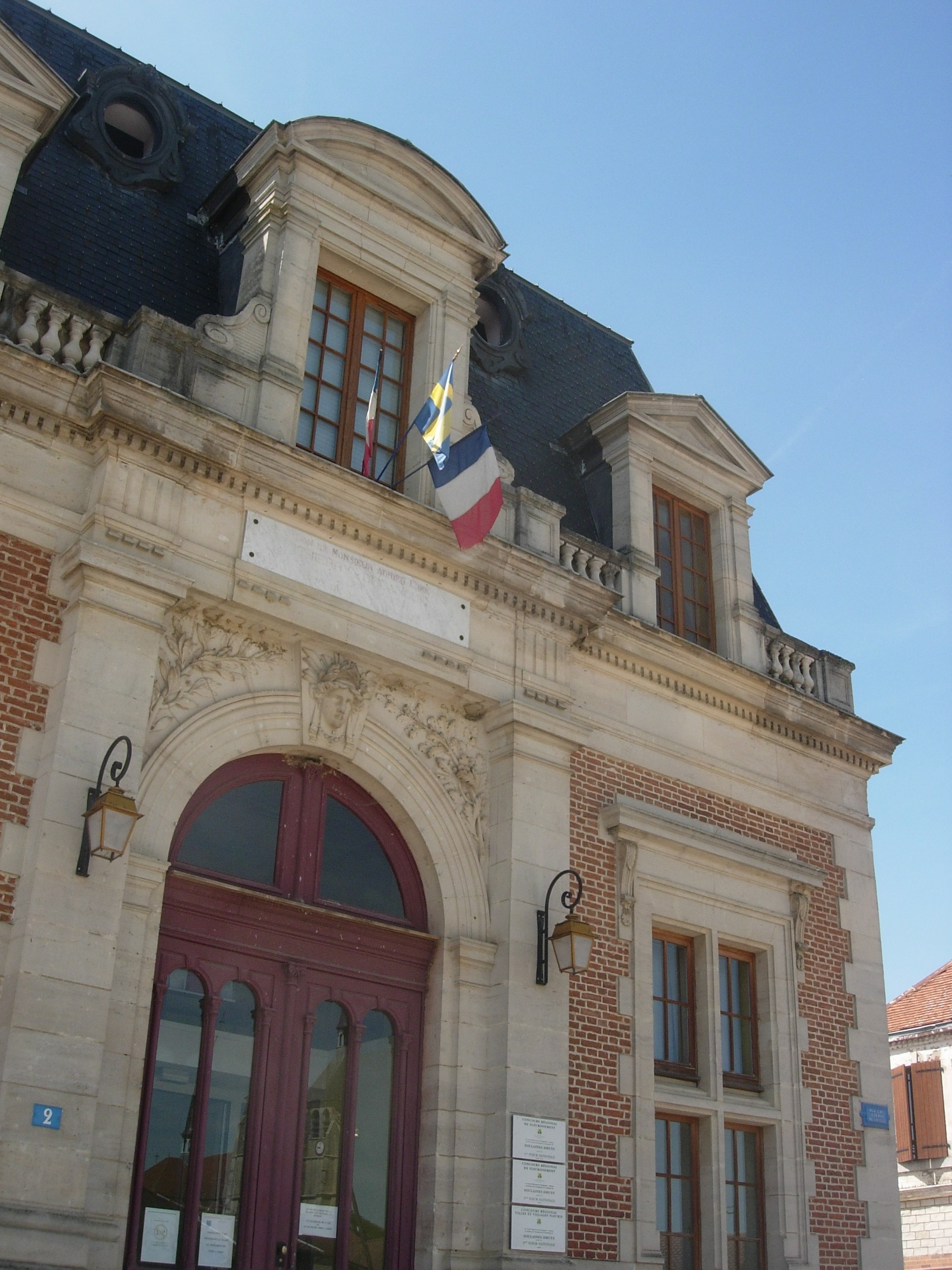
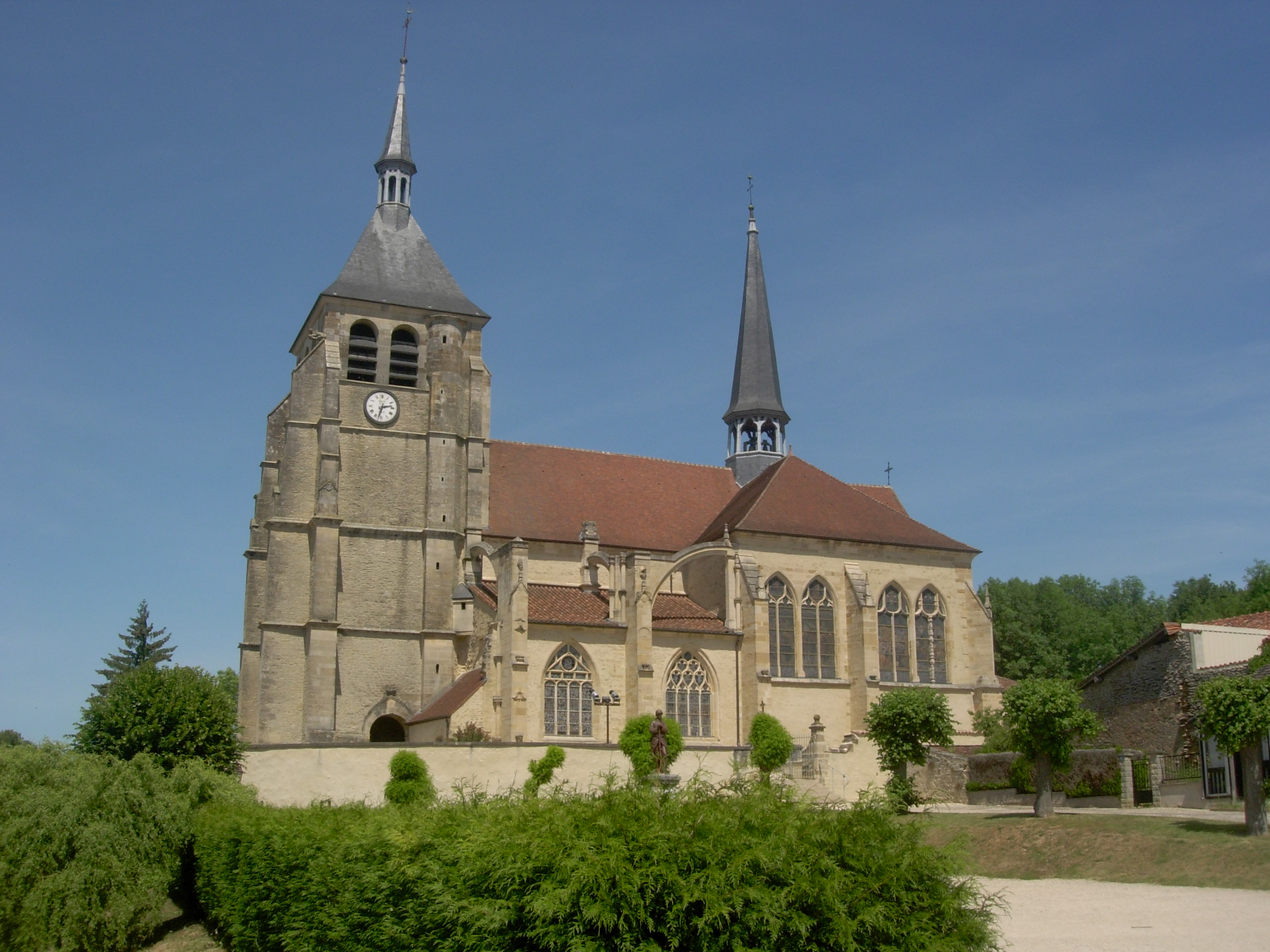
Kyrkan
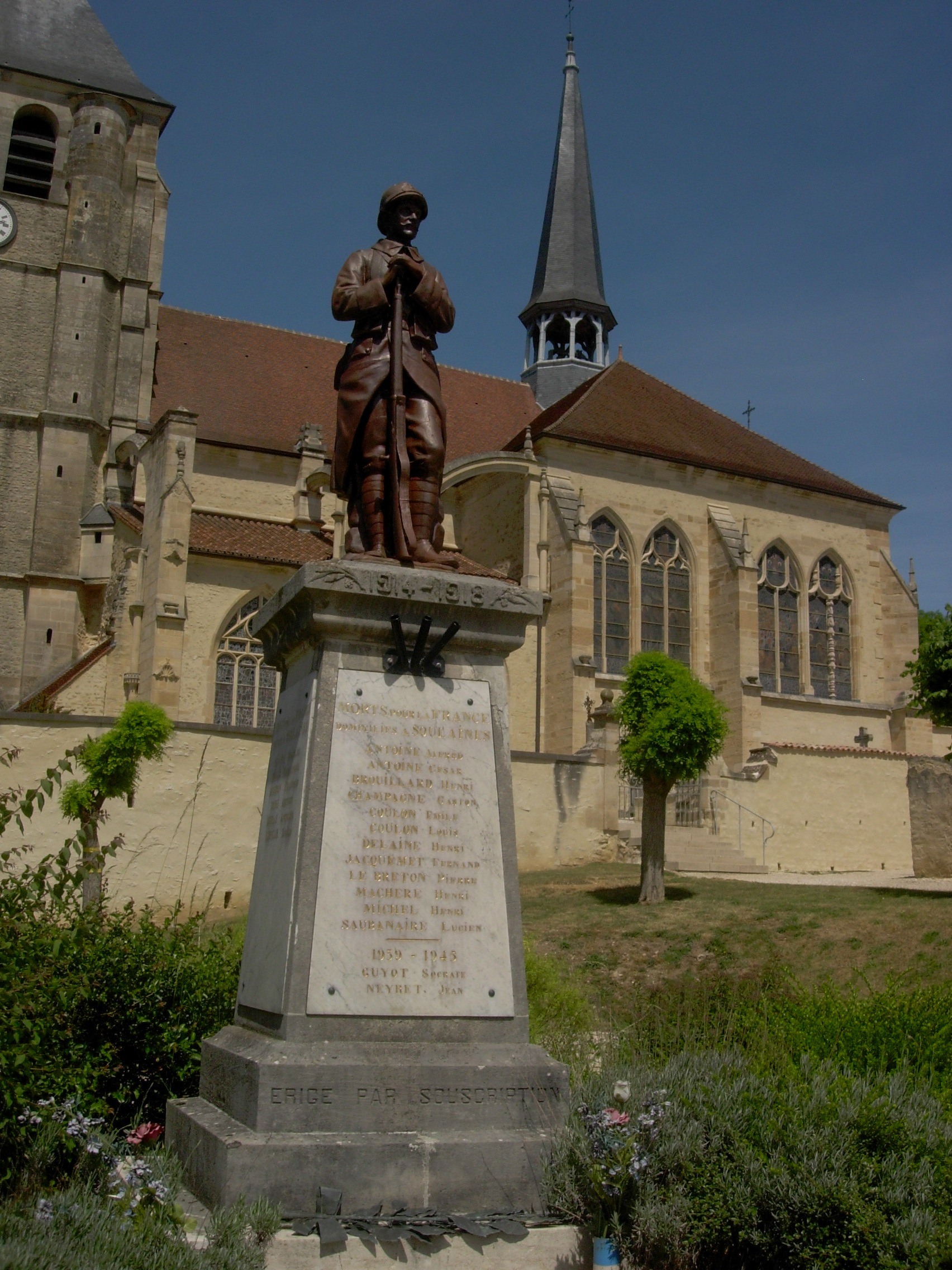
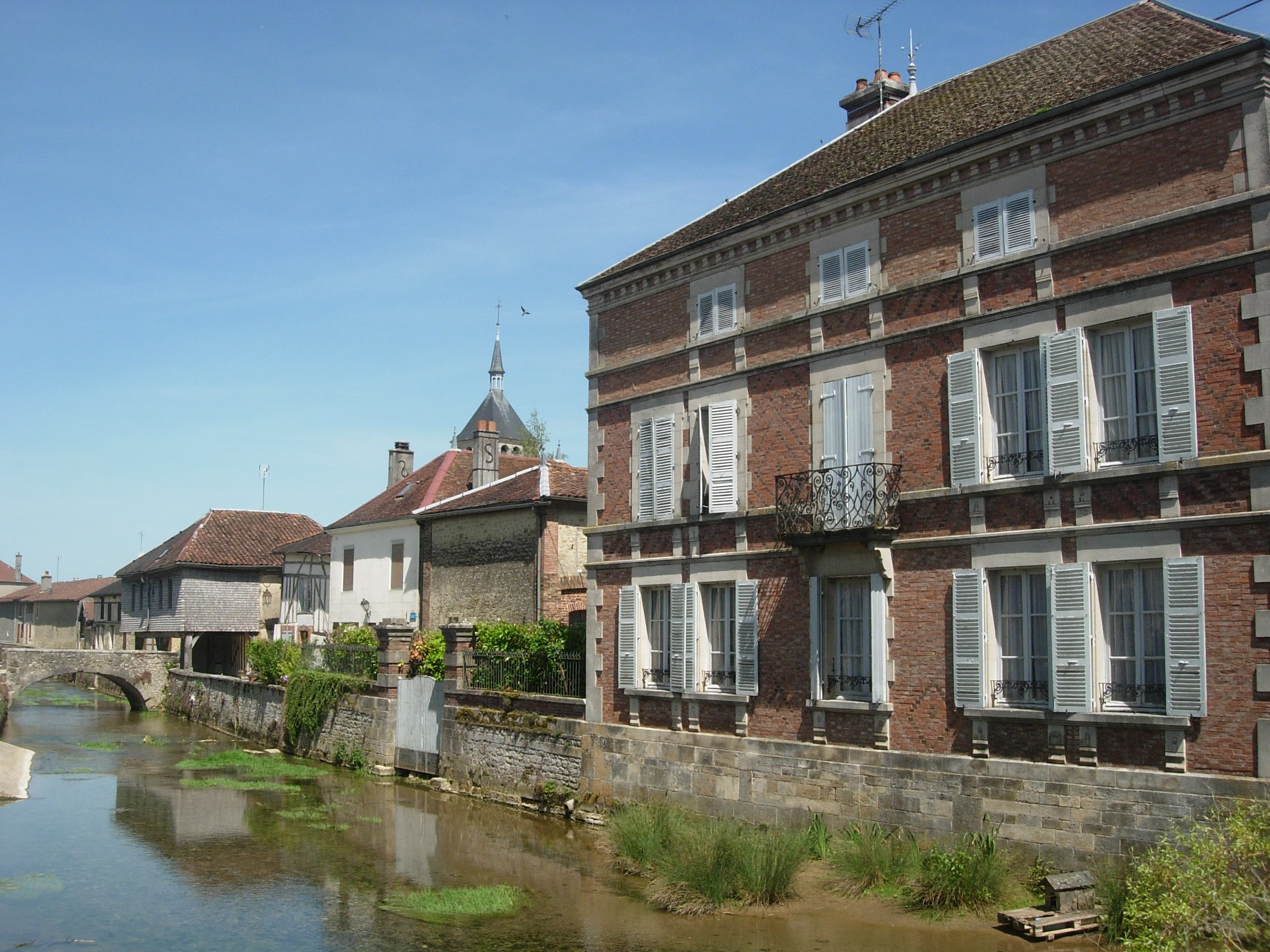
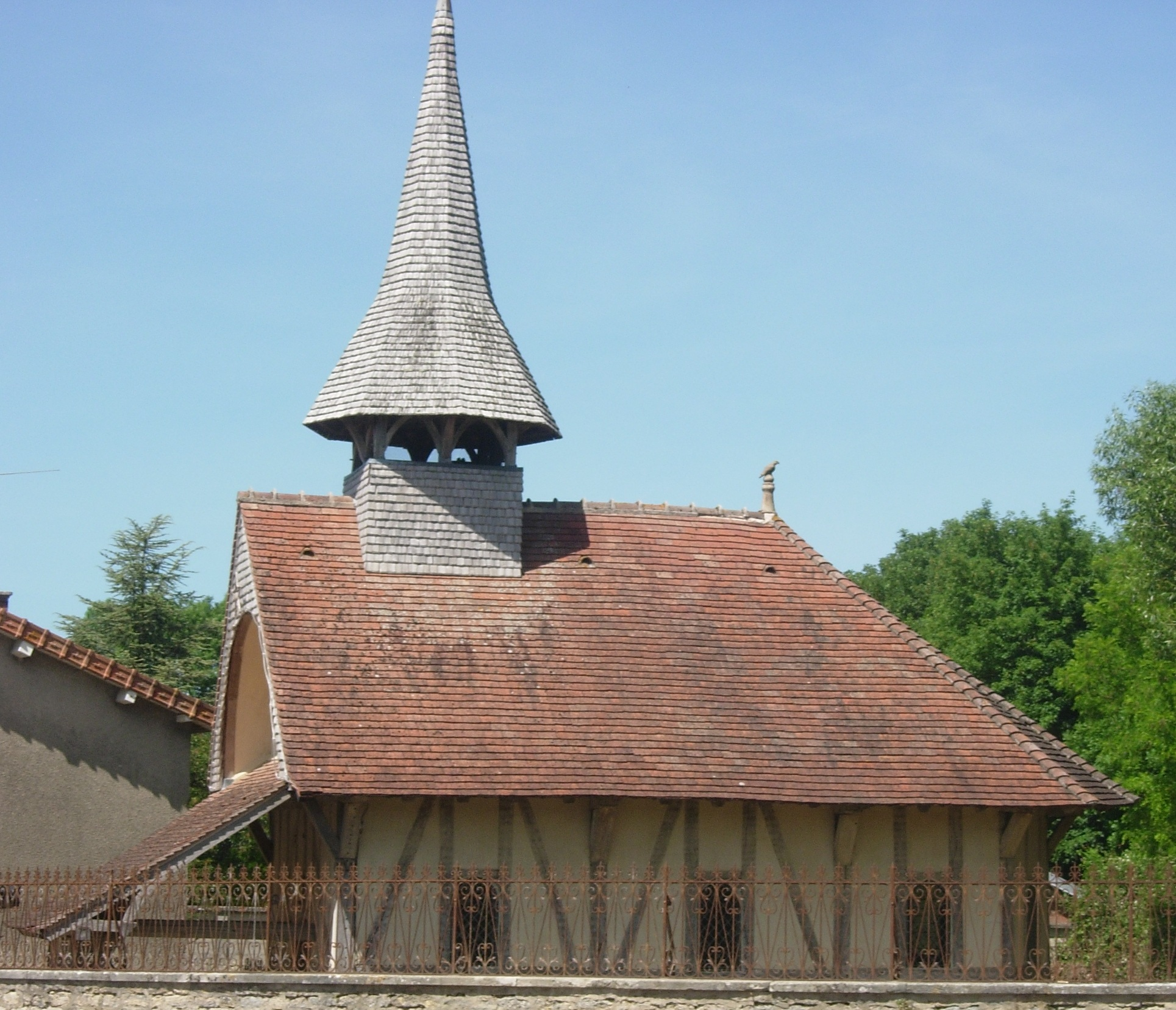
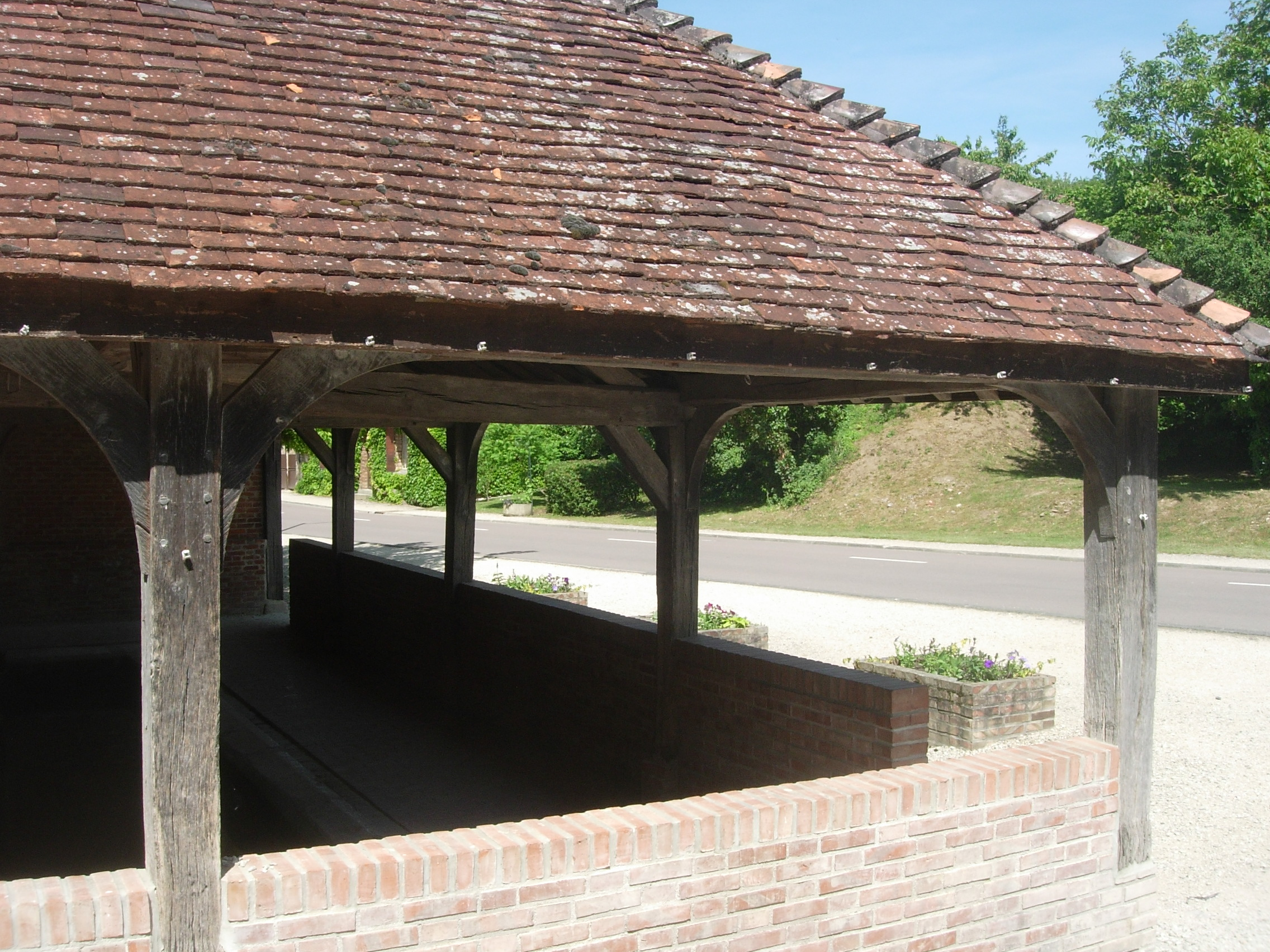
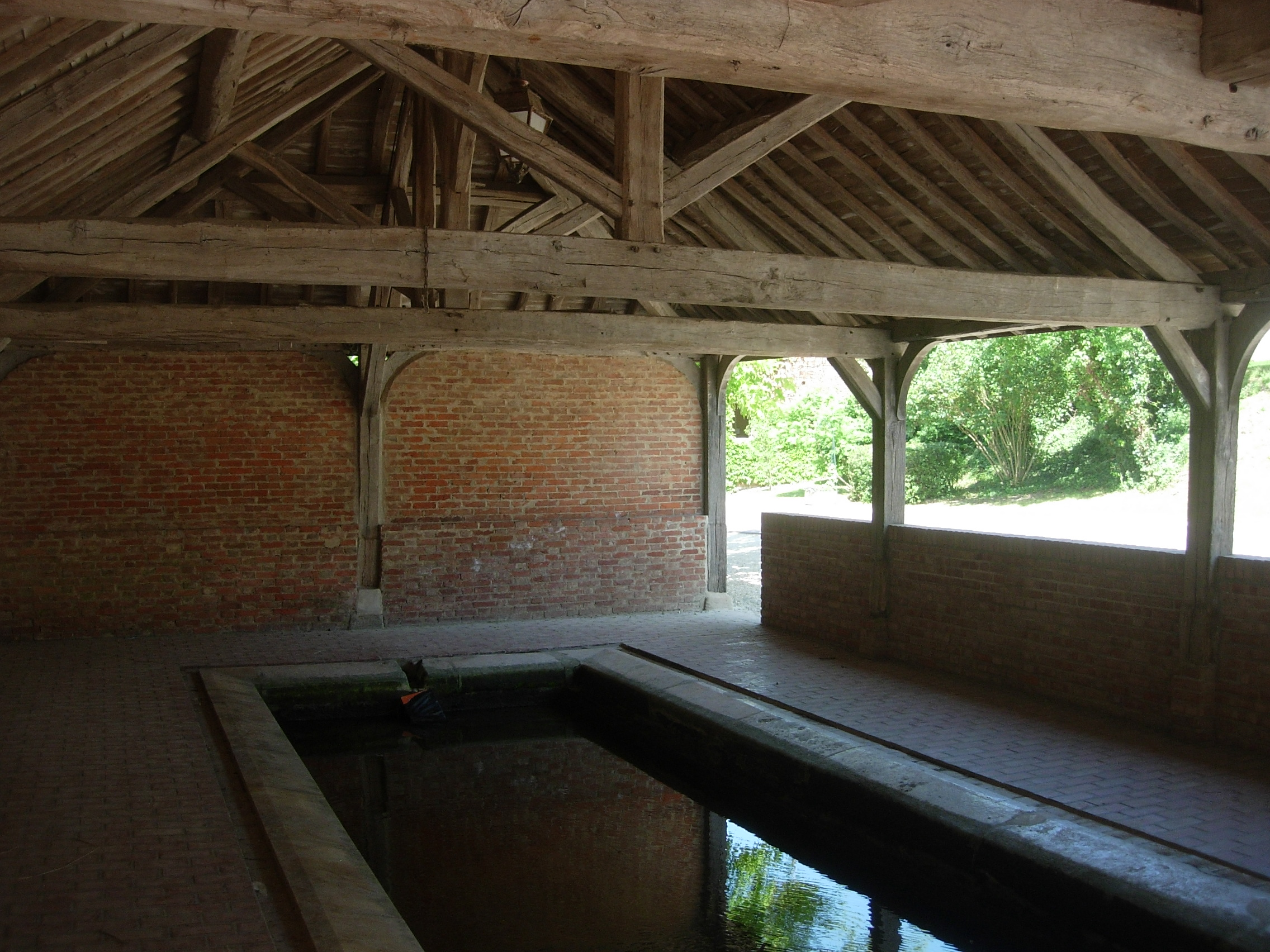